# Серж Дебле
Серж Дебле (фр. Serges Deblé, нар. 1 жовтня 1989, Аньяма) — івуарійський футболіст, нападник казахстанського клубу «Тобол» (Костанай).
Виступав, зокрема, за клуби «АСЕК Мімозас», «Віборг» та «Арарат», а також молодіжну збірну Кот-д'Івуару.
Володар Суперкубка Вірменії. Чемпіон Вірменії.

## Клубна кар'єра
Народився 1 жовтня 1989 року в місті Аньяма. Вихованець футбольної школи клубу «АСЕК Мімозас». Дорослу футбольну кар'єру розпочав 2005 року в основній команді того ж клубу, в якій провів три сезони, взявши участь у 71 матчі чемпіонату.  Більшість часу, проведеного у складі «АСЕК Мімозас», був основним гравцем атакувальної ланки команди.
Згодом уклав контракт з англійською командою «Чарльтон Атлетик» але весь час на правах оренди відіграв за французькі клуби «Анже» та «Нант». 
У січні 2012 року підписав контракт з російським клубом «Хімки». У травні 2012 року на правах оренди перейшов до іншого російського клубу СКА (Хабаровськ).
Сезон 2013–14 Дебле відіграв за вірменську команду «Ширак».
З 2014 по 2017 роки івуарієць захищав кольори данської команди «Віборг». 21 червня 2017 року на правах вільного агента Серж перейшов до китайського клубу «Мейчжоу Хакка».
15 січня 2019 року Дебле приєднався до клубу Прем'єр-ліги Гонконгу R&F. 14 жовтня 2020 року він залишив клуб, а 13 лютого 2021 року повернувся до данського «Віборгу». Після закінчення сезону він знову покинув клуб.
2 липня 2021 року Дебле повернувся до вірменської Прем'єр-ліги, підписавши контракт з єреванським «Араратом». 14 січня 2022 року Дебле покинув Арарат Єреван за взаємною згодою сторін. 27 січня 2022 року Дебле підписав контракт з іншим клубом вірменської Прем'єр-ліги «Пюнік».
До складу клубу «Тобол» (Костанай) приєднався 2022 року.

## Виступи за збірні
Протягом 2009–11 років залучався до складу молодіжної збірної Кот-д'Івуару. На молодіжному рівні зіграв в 11 офіційних матчах, забив 4 голи.

## Титули і досягнення

### Командні
- Володар Суперкубка Вірменії (1):

«Ширак»: 2013
- Чемпіон Вірменії (2):

«Пюнік»: 2021–22, 2023–24
- Володар Кубка Казахстану (1):

«Тобол»: 2023

### Особисті
Найкращий бомбардир чемпіонату Вірменії: 2021–22 (22 м'ячі)